# Lillesand
Lillesand è un comune norvegese della contea di Agder.
È la città in cui è ambientato il romanzo Il mondo di Sofia di Jostein Gaarder.

## Altri progetti

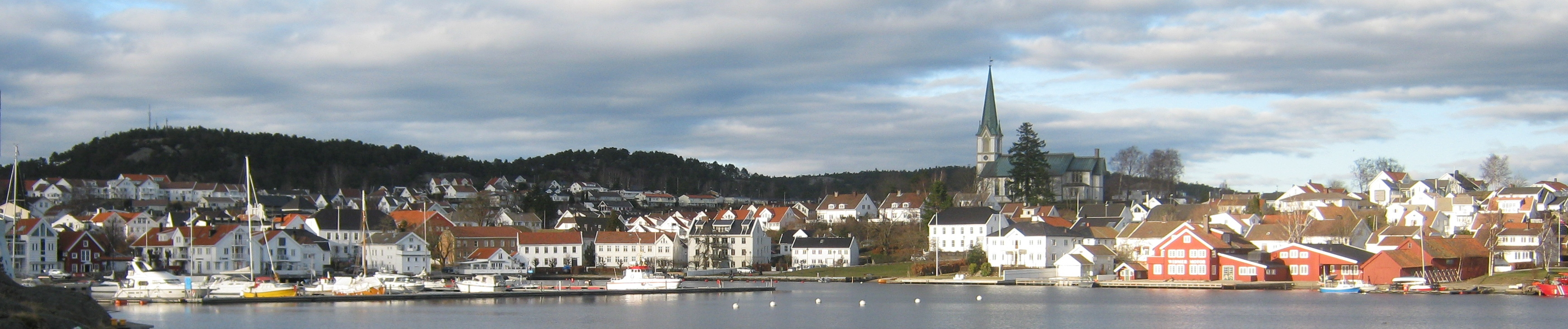
Lillesand